# Tunnel Eurasia
Le tunnel Eurasia (en turc Avrasya Tüp Tüneli) est un tunnel routier passant sous le Bosphore, à Istanbul en Turquie. Long de 5 400 mètres environ, il relie depuis octobre 2016 les rives européenne et asiatique du détroit. Il est composé d'un seul tube duplex, par lequel transite la route européenne 80.

## Histoire

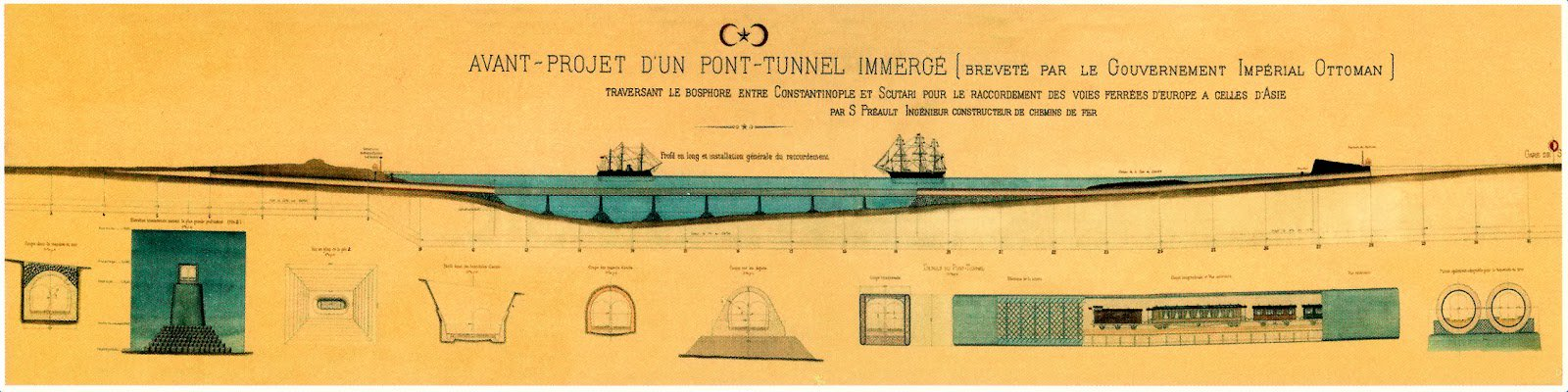
Avant-projet d'un pont-tunnel immergé sous le Bosphore par Simon Préault, breveté par le gouvernement impérial ottoman.

L'idée de creuser un tunnel sous le Bosphore n'est pas nouvelle : elle est évoquée pour la première fois en 1860 sous le règne du sultan ottoman Abdülmecid Ier, et plus tard de Abdülhamid II. En 1891, un certain Simon Préault, ingénieur constructeur de chemins de fer, présente un avant-projet de pont tubulaire sous marin « breveté par le gouvernement impérial ottoman », consistant en un pont immergé supportant un tube où les trains à vapeur circuleraient,.
Le second projet de passage sous-marin sous le Bosphore est présenté en 1902 au sultan Abdülhamid II par trois ingénieurs américains, Frederic Strom, Frank Lindman et John Hilliker. Le tube appelé Tünel-i Bahrî ou Cisr-i Enbubî fi'l-bahr, devait relier Salacak à Sarayburnu par seize grands piliers en aciers fixés au fond de la mer. Le projet est abandonné à la suite des difficultés intérieures croissantes d’ordre économique et politique.

### Travaux de percement et mise en service
Sur les 5,4 kilomètres du tunnel, 3,4 ont été percés par un tunnelier à bouclier mixte de 13,7 mètres de diamètre, le reste étant percé selon des méthodes traditionnelles (aux explosifs). Le coût du tunnel est d'environ huit cents millions d'euros. Les travaux, commencés le 26 février 2011, ont duré environ 55 mois et se sont achevés, selon les prévisions, en octobre 2016. L'inauguration officielle est faite le 20 décembre 2016, deux jours avant son ouverture au trafic routier.

## Caractéristiques
Le tunnel est composé d'un seul tube qui supporte les deux voies de circulation en duplex. Le tube est creusé sous le fond marin, et descend à une profondeur maximale de 106 mètres sous le niveau de la mer.

Vues du tunnel et des émergences
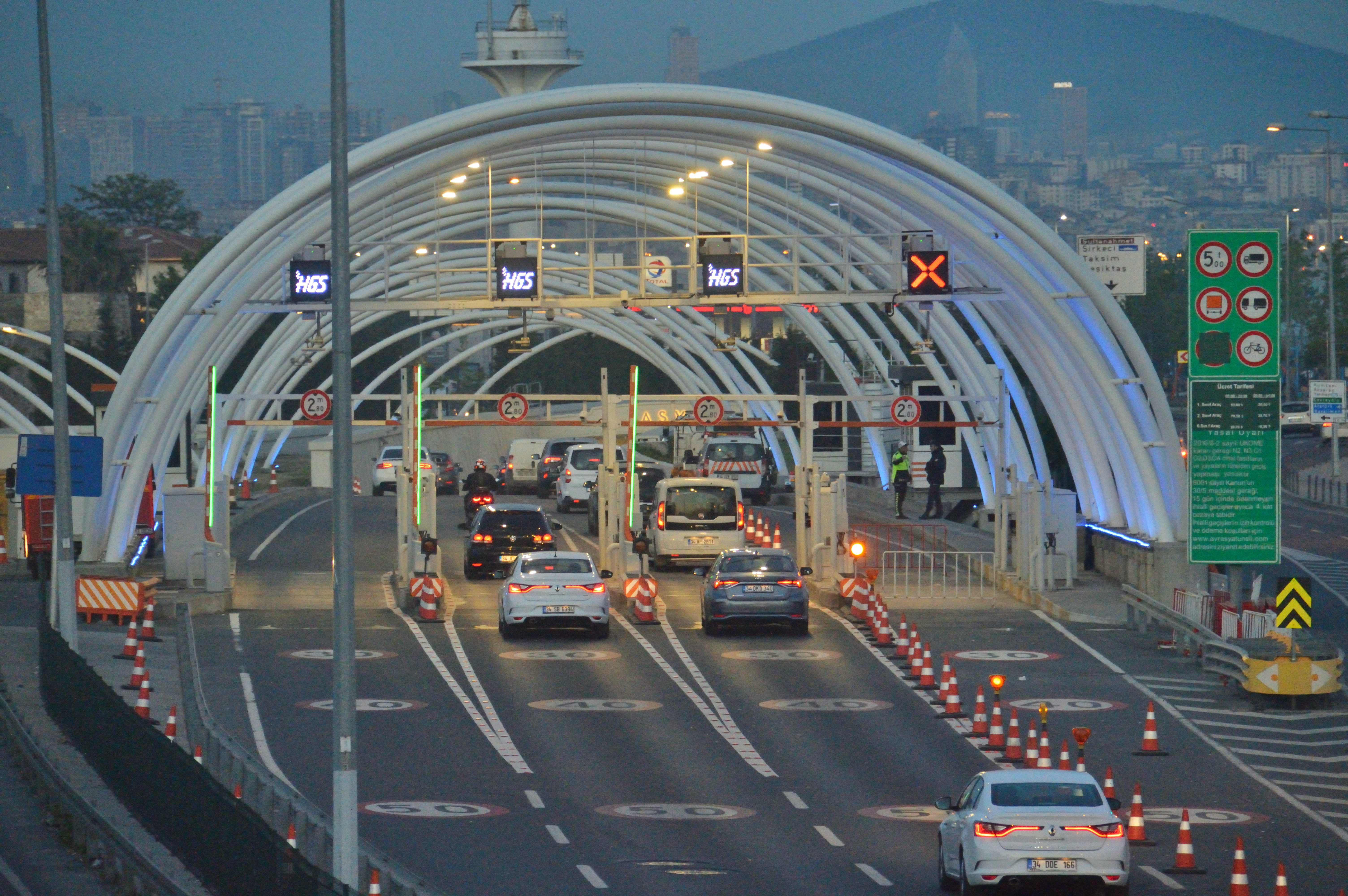
L'entrée du tunnel côté européen.
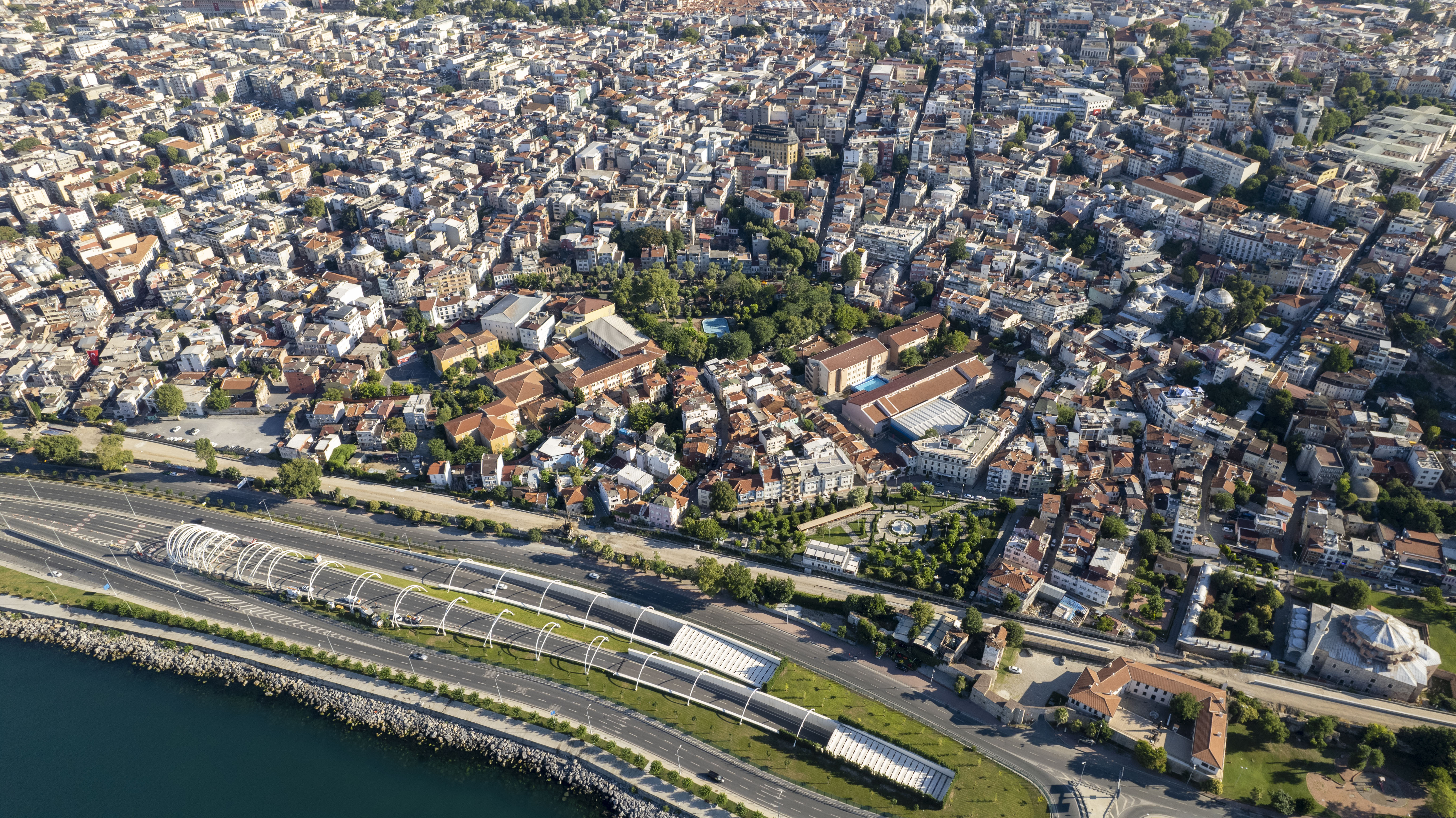
L'entrée des deux tubes côtés européens en vue aérienne.
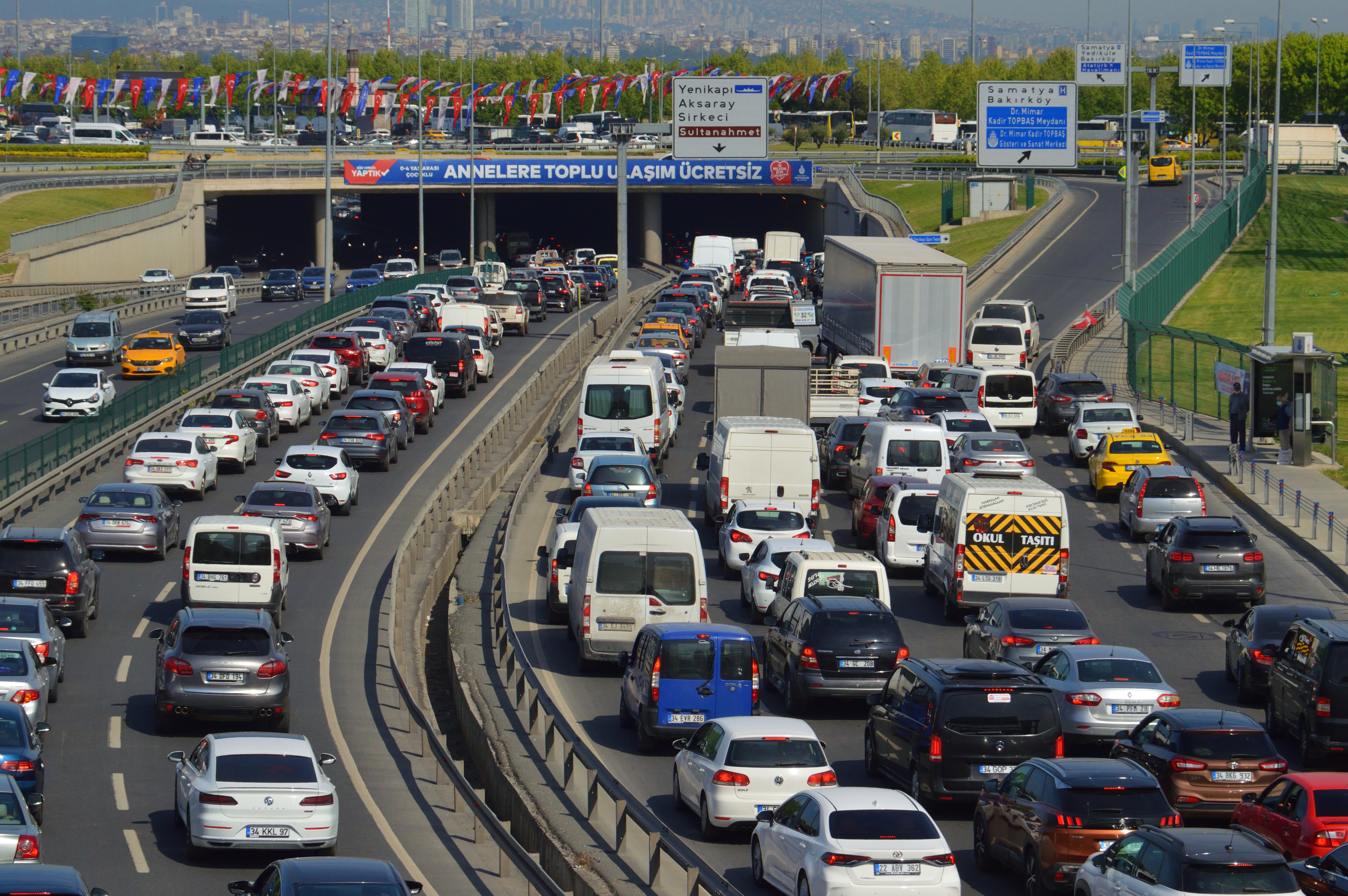
L'entrée côté asiatique avec un fort trafic routier.